# Norcia
Norcia (latinul Nursia) település Olaszországban, Umbria régióban, Perugia megyében. Lakosainak száma 4544 fő (2023. január 1.). Norcia Accumoli, Cascia, Castelsantangelo sul Nera, Cerreto di Spoleto, Montemonaco, Arquata del Tronto, Cittareale, Preci és Poggiodomo községekkel határos.

## Története

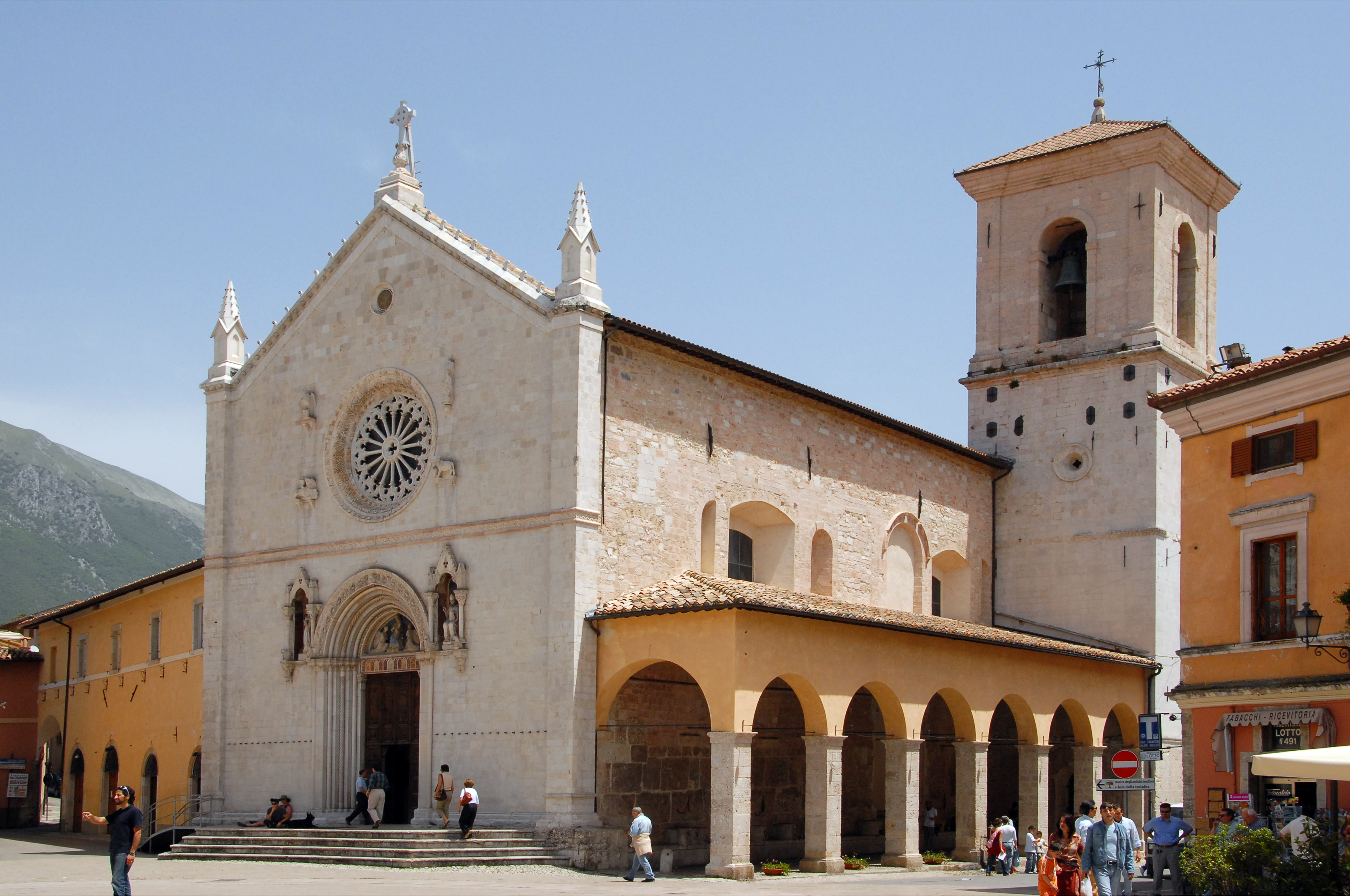
San Benedetto bazilika, összeomlott 2016. október 30-án (2006-os fevetel)

Norciát a longobárdok 572-ben elpusztították. 1484-ben, heves ellenállás után a város a pápai állam fennhatósága alá került, amely alatt egészen 1860. szeptember 18-ig maradt, amikor a nursini, vagy legalábbis a szavazó polgárok nagy többsége egy népszavazáson az Olasz Királysághoz való csatlakozás mellett szavazott.
Történelmi jelentőségű templomát, a bencés rend alapítójáról elnevezett Szent Benedek bazilikát a 2016. október 29-i földrengés lerombolta.

## Közlekedés
A legközelebbi vasútállomás a 41 km-re fekvő Spoleto városában található, mivel a Spoletóba vezető vasútvonalat 1968-ban bezárták, mint a Stazione di Predazzo is.

## Ismert szülöttjei
- Quintus Sertorius (i. e. 126–i. e. 72) római államférfi és hadvezér
- Vespasia Polla(wd), Vespasianus római császár anyja
- Nursiai Benedek (480 körül–543/547) a bencés rend alapítója
- Skolasztika (480 körül–547) Nursiai Benedek ikertestvére
- Antonio Ferri (1912–1975) repülési- és űrhajózás technikai mérnök, tudós

## Népesség
A település lakossága az elmúlt években az alábbi módon változott:
| Lakosok száma | 4981 | 4888 | 4544 |
|               | 2017 | 2018 | 2023 |

## Képgaléria

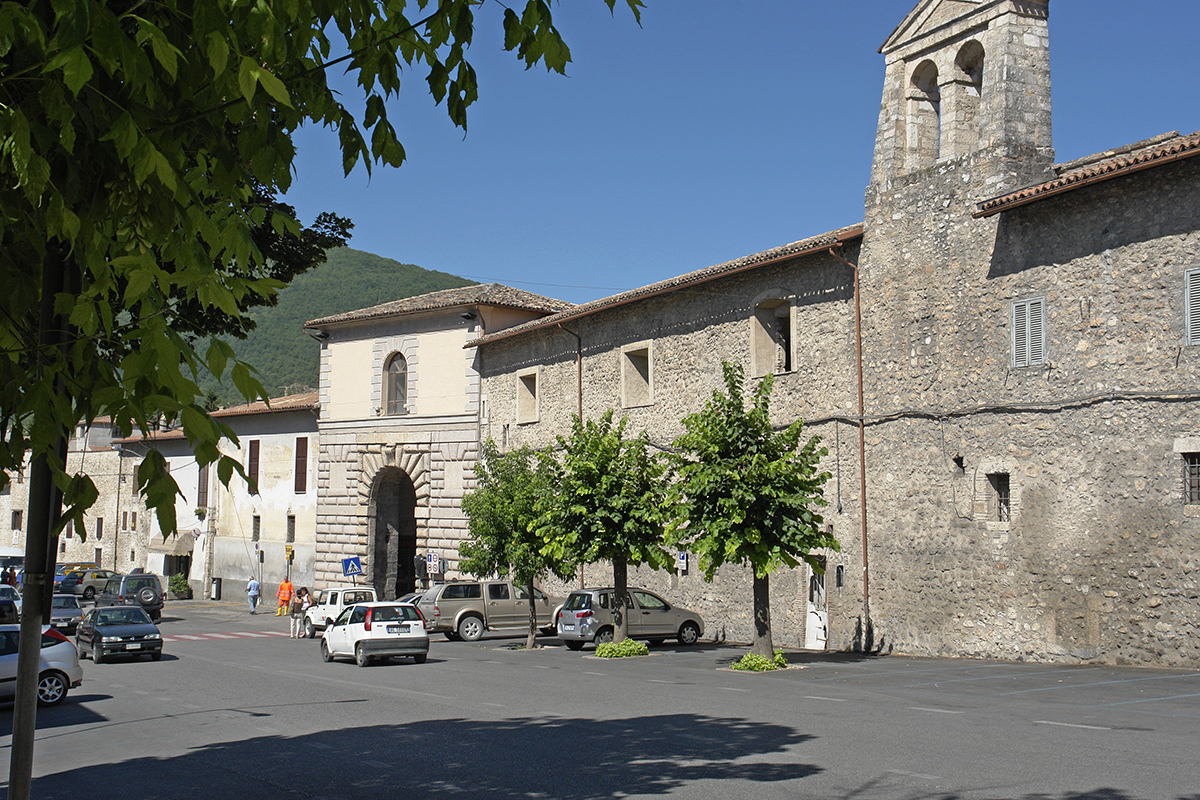
Porta Ascolana városi kapu
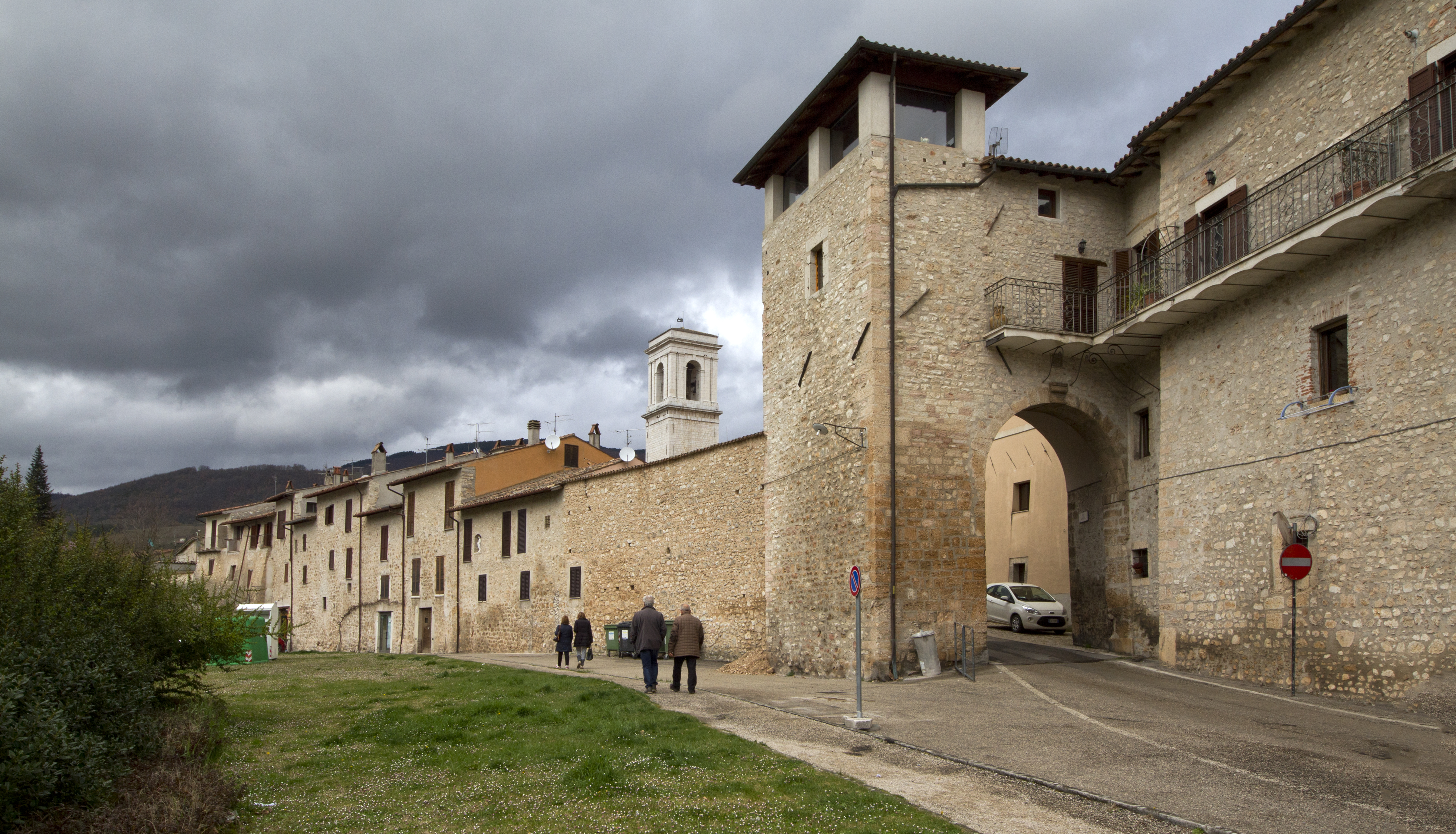
Porta Meggiana városi kapu
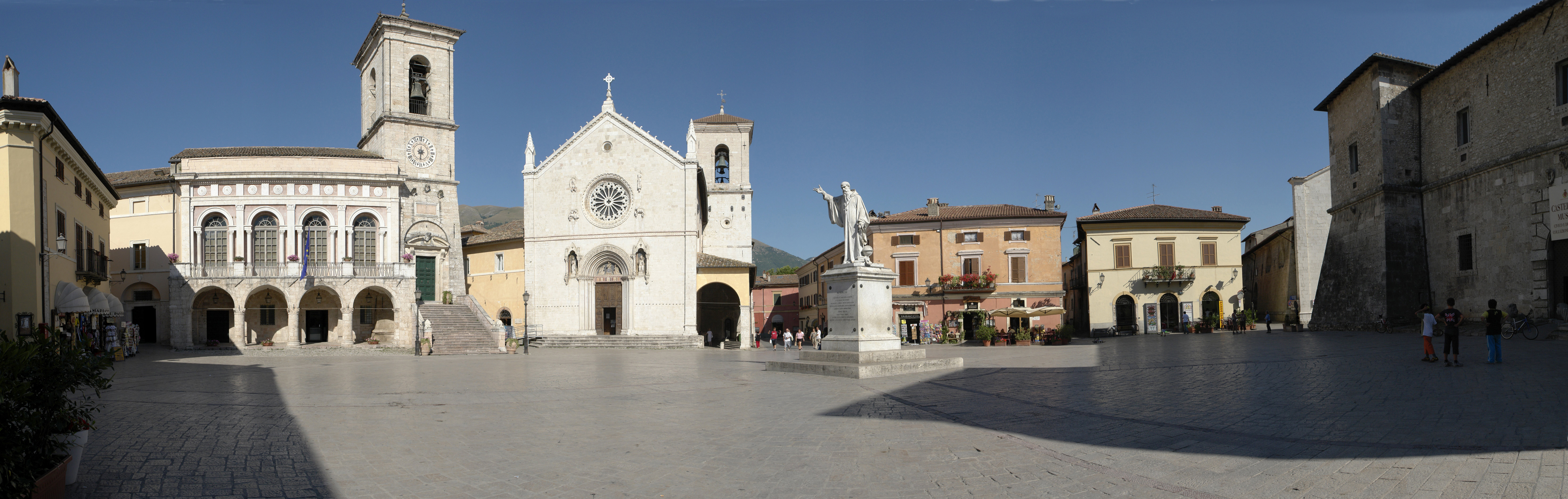
Piazza San Benedetto (Szent Benedek tér) (a városház a bazilikától balra)
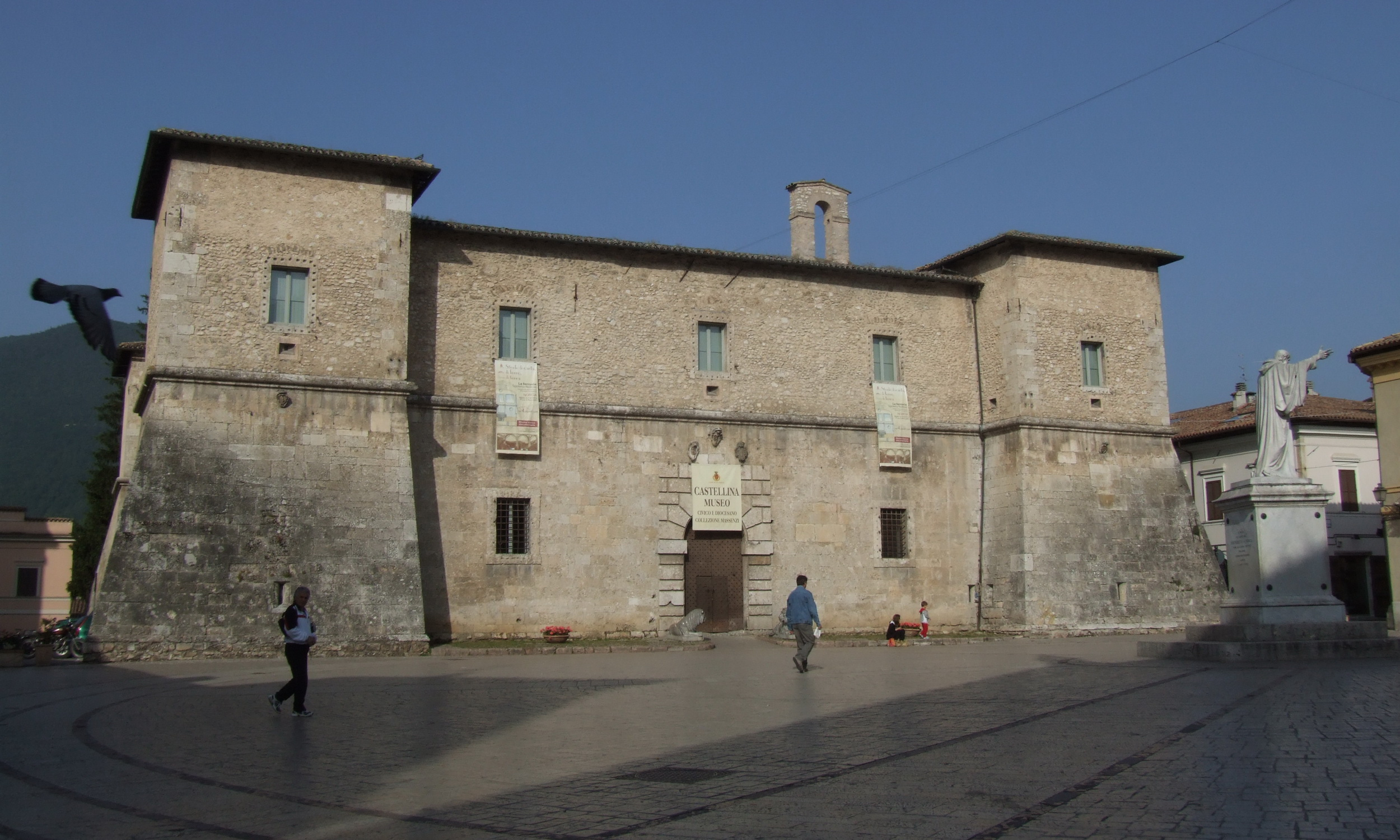
La Castellina, Museo Civico e Diocesano (városi és egyházmegyei múzeum)
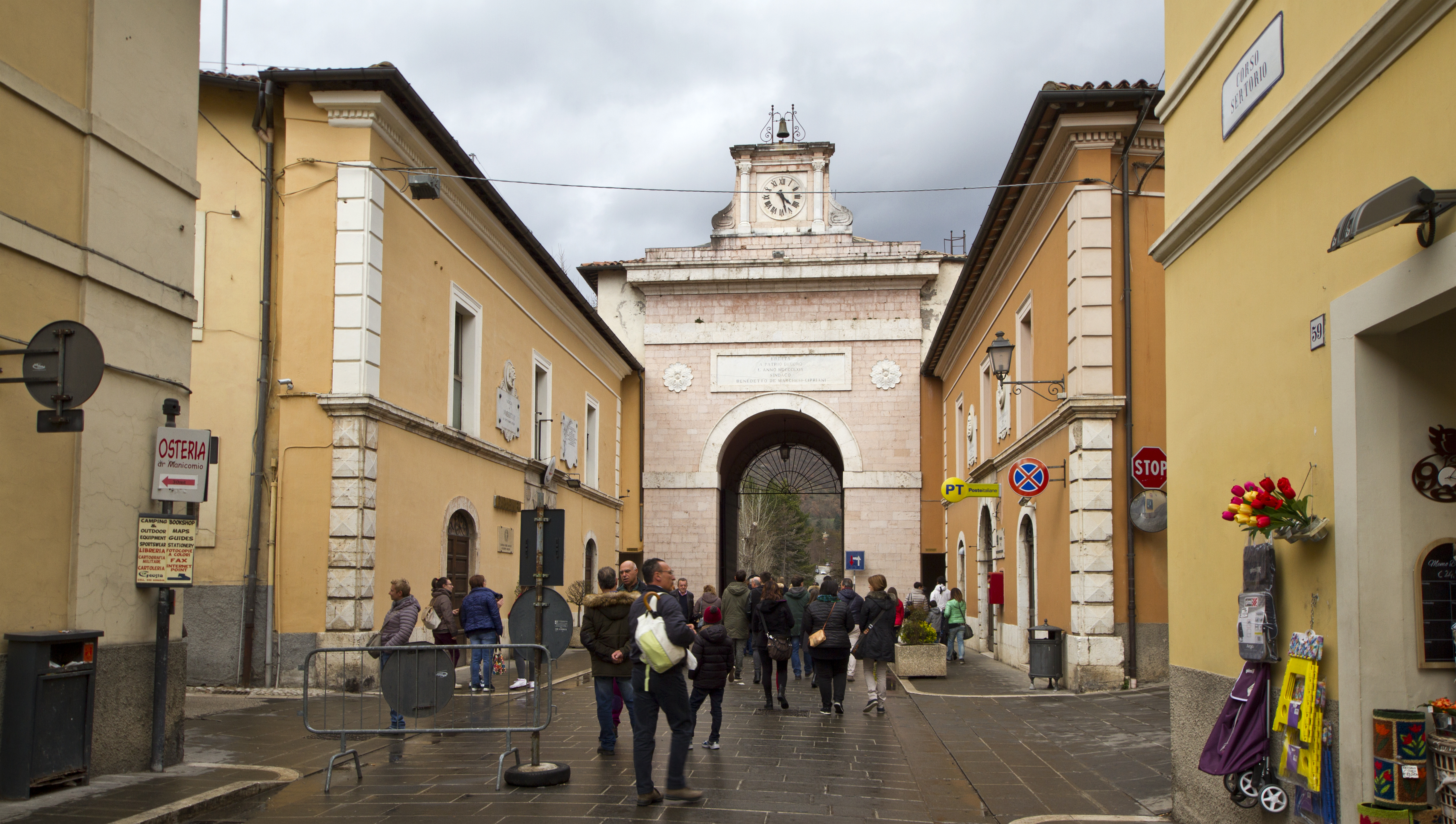
Porta Romana városi kapu
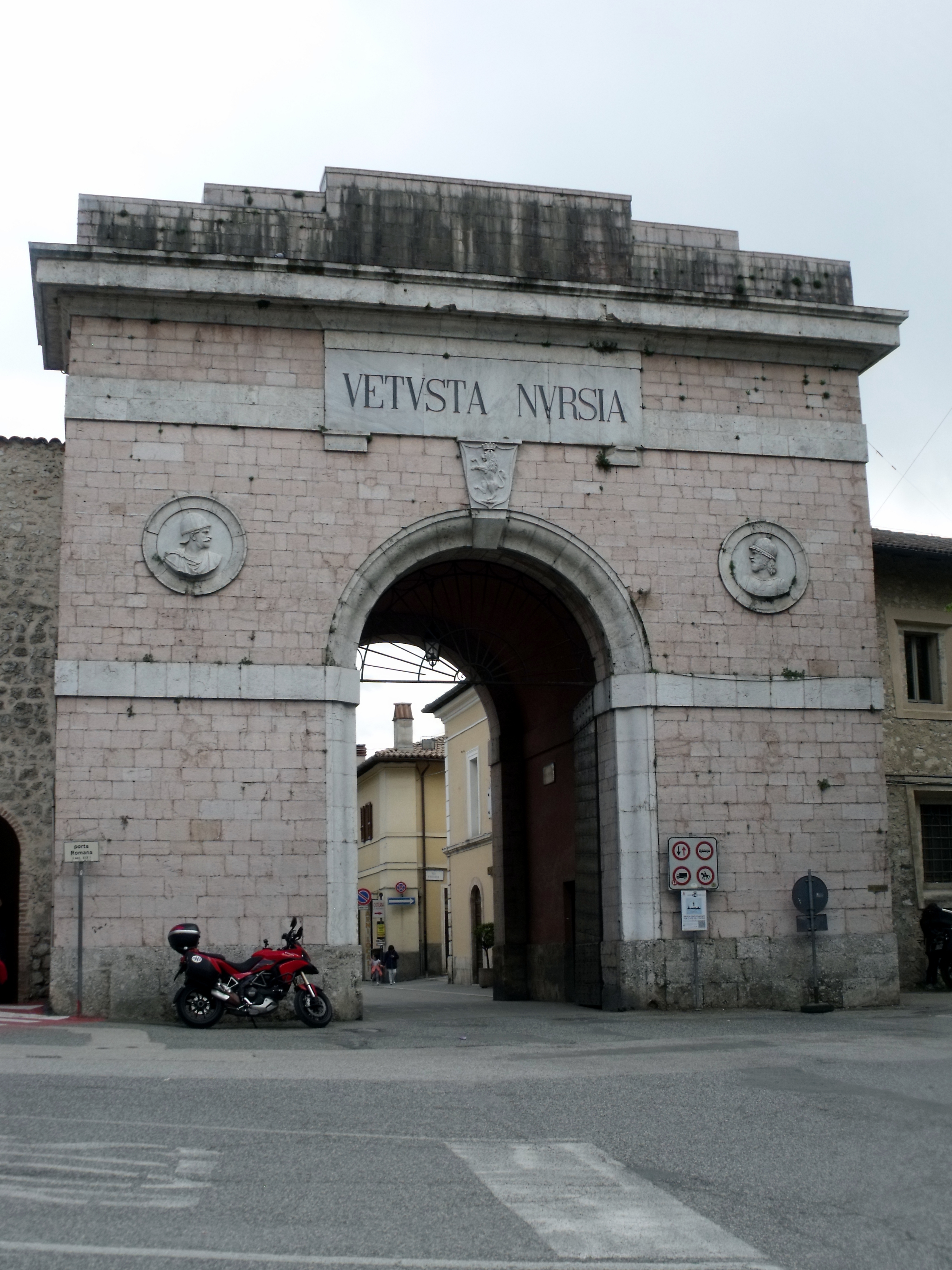
Porta Romana